# 日本野球機構
一般社団法人日本野球機構（にほんやきゅうきこう、英: Nippon Professional Baseball Organization、略称:NPB）は、日本プロ野球のJERAセントラル・リーグ（セ・リーグ、セ）及びパーソル パシフィック・リーグ（パ・リーグ、パ）を統括する一般社団法人である。一般に日本国内で「プロ野球」はこの日本野球機構が統括するものを指す。
2005年以前の英語表記は、Professional Baseball Organization of Japan としていた。
メジャーリーグベースボールに次ぐ世界第2位の野球リーグとする評価も見られる。

## 構成
日本野球機構定款により以下が設置されている。

### 社員
会員は球団であって「会員」を「社員」と定義している。
- 株式会社北海道日本ハムファイターズ
- 株式会社楽天野球団
- 株式会社西武ライオンズ
- 株式会社読売巨人軍
- 株式会社ヤクルト球団
- 株式会社千葉ロッテマリーンズ
- 株式会社横浜DeNAベイスターズ
- 株式会社中日ドラゴンズ
- オリックス野球クラブ株式会社
- 株式会社阪神タイガース
- 株式会社広島東洋カープ
- 福岡ソフトバンクホークス株式会社

### オーナー会議
- 会員たる球団を保有している事業所を代表するものをオーナーと定義している。
- オーナー会議が「社員総会」として開催され、「日本プロフェッショナル野球組織」の最高議決機関と定義している。

### 会長
役員として「理事」と「監事」が設置され、「理事会」の最高責任者である「会長」は「日本プロフェッショナル野球組織」の「コミッショナー」を兼任する。日本野球連盟時代の1949年に一時期、正力松太郎がコミッショナーに就任したが、公職追放中ですぐに退任した。

### 日本プロフェッショナル野球組織

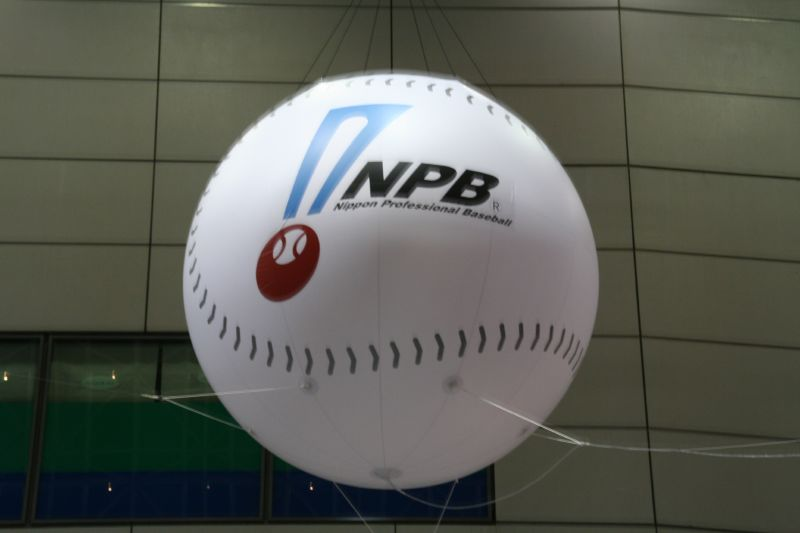
NPBマーク

同様に両リーグをまとめる組織として「日本プロフェッショナル野球組織」が2007年度まで存在した。機構と組織は、英語表記「NPB = Nippon Professional Baseball」を共有し、「組織」は競技や選手契約に関わる規則を「機構」は興行をそれぞれ分担する一方、「組織」のコミッショナーが「機構」の会長を兼任するなど両者の関係は曖昧だった。2004年のプロ野球再編問題で論点とされた責任所在や事態収拾などの不手際を契機に、2008年度から「組織」は社団法人である「機構」の内部組織とされた。従来はそれぞれ設けたコミッショナー事務局、セ・リーグ事務局、パ・リーグ事務局を、コミッショナー事務局に統合した。

## 業務
- 日本選手権シリーズ試合およびオールスター試合の主催（協約第8条第6項）
- コミッショナーの経費を含む日本プロフェッショナル野球組織の経費の負担（協約第12条）
- ワールド・ベースボール・クラシックなど世界大会で野球日本代表の編成や派遣。
- 新人選手選択会議の主催。

## 呼称
- 2リーグをセ・リーグ、パ・リーグの順で「セ・パ」と称する事例が多い。要因として、英語表記それぞれの頭文字 CentralのC、PacificのP のアルファベット順[4]、2リーグ制移行時にセ・リーグが先行した、巨人のV9などを契機にセ・リーグの観客動員数が増加してマスメディアが「人気のセ」と扱う一方で、パ・リーグは「実力のパ」とされて人気低迷が続いた、ことなどが挙げられる[5]。

- 公式記録における球団の呼称（略称）は原則として、「ジャイアンツ」「カープ」など狭義のチーム名部分を外して用いる。読売ジャイアンツは「読売」、広島東洋カープは「広島東洋」など、マスメディアの用法と異なる。
  - アトムズなど該当部分のみが正式チーム名である場合はチーム名部分のみで呼称する。大阪タイガースは「大阪」ではなく「阪神」、日拓ホームフライヤーズは「日拓ホーム」ではなく「日拓」などの例外もある。
  - 1946年以前は「軍」を除いたチーム名部分を用い、東京巨人軍は「巨人」、後楽園イーグルスは「イーグルス」などと称した。

## スローガン
2004年から、シーズン毎にスローガンを制定している。
| 年        | スローガン                                                              | 備考                                                                                         |
| --------- | ----------------------------------------------------------------------- | -------------------------------------------------------------------------------------------- |
| 2004      | 日本プロ野球70年                                                        | 三原脩が1934年に巨人と日本初のプロ契約を結んだことにちなむ。                                 |
| 2005      | フルスイング！プロ野球。                                                |                                                                                              |
| 2006      | すべては歓声のために                                                    |                                                                                              |
| 2007      | すべては歓声のために ―世界一からの挑戦―                                 | 前年のWBCで、日本が優勝したことを受けて。                                                    |
| 2008      | 野球力                                                                  |                                                                                              |
| 2009      | 野球とは、                                                              |                                                                                              |
| 2010      | ここに、世界一がある。                                                  | 前年のWBCで、日本が優勝したことを受けて。                                                    |
| 2011      | 覚悟！ 〜なぜ、あなたはここにいるのか〜                                 | 開幕直前に東日本大震災が起きたことを受けて、全てのプロ野球関係者に自分の存在意義を問うため。 |
| 2012      | 心をつなぐこのプレー                                                    |                                                                                              |
| 2013      | WE☆LOVE BASEBALL                                                        |                                                                                              |
| 2014      | NEW PLAY BALL！ あたらしい球史をつくる。                                | 日本プロ野球80年記念。                                                                       |
| 2015      | この1球に未来を懸けて                                                   | 近代オリンピックへの野球競技の復活や、後継者育成などの振興に努める。                         |
| 2016-2020 | 野球の夢。プロの誇り。                                                  | 「野球には夢があり、プロとしての誇りがある。」旨を込める。                                   |
| 2021      | 誇りを胸に。感謝をプレーに。                                            |                                                                                              |
| 2022      | 野球伝来150年 未来へ紡ぐ みんなの希望                                   | 1872年にホーレス・ウィルソンが日本に野球を伝えて150年の節目であることに因む。                |
| 2023      | 野球の熱さ、無限大。                                                    | 観客人数制限廃止や声出し応援再開などで、観客に「野球の熱さ」を感じてほしいという理由から。   |
| 2024      | 日本プロ野球90年                                                        |                                                                                              |
| 2025      | この声援を、この熱を、この喜びを、ここから。 「今日も野球場へゆこう！」 |                                                                                              |

## NPBパートナー企業・団体（企業・団体五十音順）
| 協賛企業・団体名           | 備考 |
| -------------------------- | --- |
| カルビー                   | - 2019年から協賛 - 1973年から長年にわたり「プロ野球チップス」を販売している。 |
| 大正製薬                   | - 2016年シーズンから - 新人選手選択会議特別協賛（リポビタンD名義、2013年から） - NPB AWARDS特別協賛（リポビタンD名義、2014年から） |
| 日本生命保険               | - セ・パ交流戦特別協賛 - 2018年まで月間MVP協賛（2019年以降は子会社の大樹生命保険が引き継ぐ） |
| マイナビ                   | - 2017年よりオールスターゲーム特別協賛 |
| 三井住友銀行               | - 2014年10月就任 - 2014年より日本選手権シリーズ（「SMBC日本シリーズ」）特別協賛 |
| コナミグループ             | - 2006年以降はコナミデジタルエンタテインメント - 2005年 - 2007年「アジアシリーズ」特別協賛 - なお、2011年 - 2013年の「日本選手権シリーズ」（「KONAMI日本シリーズ」）特別協賛はKDEではなくコナミ（現社名・コナミグループ）本社、およびコナミグループ全社。 |
| ローソン                   | - 2012年5月就任 - 2014年のパシフィック・リーグクライマックスシリーズ（「LAWSONクライマックスシリーズ・パ」）特別協賛 |
| 過去のパートナー企業・団体 | |
| ガリバーインターナショナル | - 2007年オールスターゲーム特別協賛 |
| 三洋電機                   | - 現在のブランド上の名称は「パナソニック」 - 1987年-2006年オールスターゲーム特別協賛 |
| 新日本石油                 | - 現社名・ENEOS - 野球日本代表協賛（現在も継続中） - NPB12球団ジュニアトーナメント・ENEOSカップ特別協賛（2014年度まで） |
| 日本コカ・コーラ           | - 「ジョージア魂」賞協賛（ジョージア名義、2010年 - 2014年まで） - 野球日本代表協賛（檸檬堂名義、2022年 - ） |
| マツダ                     | - 2008年-2016年オールスターゲーム特別協賛 ※広島東洋カープ球団株主 |

## オリンピック競技復帰運動
2015年に、2020年東京オリンピックで野球とソフトボールを正式種目に復帰させるキャンペーンを、社会人の（一財）日本野球連盟、ソフトボールの（公財）日本ソフトボール協会と連携して催した。2015年度野球・ソフトボール公式戦で映像装置が設置されている球場やCS衛星放送の実況中継などで、「#キャッチボール」として著名人がNPBとソフトボールの選手・OB・OGと疑似キャッチボールする映像を送出した。

### 出演者
| 名前                 | 所属・役職等                                 | 登場順 （野球編） | 登場順 （ソフトボール編） | 登場順 （新撮リンク切れ]） | 登場順 （第2弾） | 備考                                                  |
| -------------------- | -------------------------------------------- | ----------------- | ------------------------- | -------------------------- | ---------------- | ----------------------------------------------------- |
| aiko                 | シンガーソングライター                       | -                 | -                         | 61                         | 9                |                                                       |
| 生駒里奈             | 元乃木坂46                                   | 17                | 16                        | 38                         | -                |                                                       |
| 石井大裕             | TBSアナウンサー                              | -                 | -                         | 46                         | 19               |                                                       |
| 石橋貴明             | とんねるず                                   | 30                | 29                        | 17                         | -                |                                                       |
| 井上真央             | 女優                                         | 15                | 13                        | 8                          | -                |                                                       |
| 今宮健太             | 福岡ソフトバンクホークス内野手               | 10                | 10                        | 25                         | -                |                                                       |
| 上杉和也             | 明青学園高校投手                             | -                 | -                         | 63                         | 32               | タッチより 声：難波圭一                               |
| 上野樹里             | 女優                                         | -                 | -                         | 52                         | 25               |                                                       |
| 上野由岐子           | ビックカメラ女子ソフトボール高崎投手         | 6                 | 33                        | 12                         | -                |                                                       |
| 上本博紀             | 阪神タイガースコーチ                         | 25                | 24                        | 62                         | -                |                                                       |
| 内川聖一             | 元プロ野球選手                               | 4                 | 4                         | 4                          | -                |                                                       |
| 宇津木麗華           | ビックカメラ女子ソフトボール高崎監督         | 16                | 6                         | 31                         | -                |                                                       |
| 王貞治               | 福岡ソフトバンクホークス球団会長             | 2                 | 2                         | 2                          | 2                |                                                       |
| 大谷翔平             | ロサンゼルス・ドジャース投手/外野手          | 33                | 31                        | 3                          | -                |                                                       |
| 小栗旬               | 俳優                                         | 28                | 27                        | 43                         | -                |                                                       |
| 尾上松也             | 歌舞伎俳優                                   | -                 | -                         | 20                         | 16               |                                                       |
| 梶谷隆幸             | 読売ジャイアンツ外野手                       | -                 | -                         | 16                         | 5                |                                                       |
| 勝地涼               | 俳優                                         | 13                | 14                        | 28                         | -                |                                                       |
| 加藤清史郎           | 俳優                                         | -                 | -                         | 57                         | 28               |                                                       |
| 上地雄輔             | 俳優                                         | 9                 | 9                         | 15                         | -                |                                                       |
| 亀梨和也             | KAT-TUN                                      | -                 | -                         | 65                         | 35               |                                                       |
| 河北麻友子           | モデル                                       | -                 | -                         | 42                         | 18               |                                                       |
| 北乃きい             | 女優                                         | 7                 | 7                         | 44                         | -                |                                                       |
| 清田育宏             | 元千葉ロッテマリーンズ外野手                 | -                 | -                         | 22                         | 33               |                                                       |
| 黒田博樹             | 元プロ野球選手                               | -                 | -                         | 67                         | 36               |                                                       |
| 小林誠司             | 読売ジャイアンツ捕手                         | 27                | 26                        | 64                         | -                |                                                       |
| 紺野真琴             |                                              | 26                | 25                        | 36                         | -                | 時をかける少女（細田守版）より                        |
| 坂本昌行             | 元V6                                         | -                 | -                         | 10                         | 11               |                                                       |
| 佐藤浩市             | 俳優                                         | 21                | 20                        | 21                         | -                |                                                       |
| 清水俊輔             | テレビ朝日アナウンサー                       | -                 | -                         | 45                         | 20               | TOKYO応援宣言セット内で撮影                           |
| 笑福亭鶴瓶           | 落語家                                       | -                 | -                         | 51                         | 8                |                                                       |
| 白石麻衣             | 元乃木坂46                                   | 18                | 17                        | 39                         | -                |                                                       |
| 菅野智之             | 読売ジャイアンツ投手                         | 8                 | 8                         | 35                         | -                |                                                       |
| 清野菜名             | モデル                                       | -                 | -                         | 54                         | 30               |                                                       |
| 高木勇人             | 読売ジャイアンツ投手                         | -                 | -                         | 30                         | 24               |                                                       |
| 田中賢介             | 元プロ野球選手                               | 5                 | 5                         | 27                         | -                |                                                       |
| 玉山鉄二             | 俳優                                         | -                 | -                         | 55                         | 6                |                                                       |
| 田村淳               | ロンドンブーツ1号2号                         | -                 | -                         | 9                          | 10               |                                                       |
| 檀れい               | 女優                                         | 12                | 12                        | 19                         | -                |                                                       |
| 和田唱 林幸治 吉田佳 | TRICERATOPS                                  | -                 | -                         | 53                         | 26               | 3人同時。コマーシャルソング「shout!」を担当している。 |
| 鳥谷敬               | 野球解説者                                   | -                 | -                         | 56                         | 34               |                                                       |
| 中村剛也             | 埼玉西武ライオンズ内野手                     | -                 | -                         | 11                         | 3                |                                                       |
| 長嶋茂雄             | 読売ジャイアンツ球団専務取締役・終身名誉監督 | 1                 | 1                         | 1                          | 1                |                                                       |
| 西野七瀬             | 元乃木坂46                                   | 20                | 19                        | 41                         | -                |                                                       |
| 西勇輝               | 阪神タイガース投手                           | -                 | -                         | 60                         | 27               |                                                       |
| 能見篤史             | 野球解説者                                   | 22                | 21                        | 58                         | -                |                                                       |
| 野茂英雄             | 野球解説者                                   | 32                | 32                        | 66                         | -                |                                                       |
| 橋本奈々未           | 元乃木坂46                                   | 19                | 18                        | 40                         | -                |                                                       |
| 長谷川博己           | 俳優                                         | -                 | -                         | 7                          | 4                |                                                       |
| 浜田雅功             | ダウンタウン                                 | 14                | 15                        | 29                         | -                |                                                       |
| 東出昌大             | 俳優                                         | -                 | -                         | 13                         | 13               |                                                       |
| 平田良介             | 元プロ野球選手                               | -                 | -                         | 37                         | 17               |                                                       |
| 広瀬アリス           | モデル                                       | 29                | 28                        | 33                         | -                |                                                       |
| 広瀬すず             | 女優                                         | 24                | 23                        | 34                         | -                |                                                       |
| 吹石一恵             | 女優                                         | -                 | -                         | 24                         | 15               | 元近鉄内野手の吹石徳一を父に持つ。                    |
| 藤浪晋太郎           | ニューヨーク・メッツ投手                     | 31                | 30                        | 18                         | -                |                                                       |
| 古川聡               | 宇宙飛行士                                   | 23                | 22                        | 23                         | -                | 国際宇宙ステーション滞在時の2011年に撮影したもの。    |
| 桝太一               | 元日本テレビアナウンサー                     | -                 | -                         | 48                         | 23               | 東京ドーム内で撮影                                    |
| 増田英彦 岡田圭右    | ますだおかだ                                 | -                 | -                         | 59                         | 14               | 1シーン内に2人                                        |
| 松井秀喜             | 野球解説者                                   | 3                 | 3                         | 6                          | -                |                                                       |
| 松井裕樹             | サンディエゴ・パドレス投手                   | -                 | -                         | 5                          | 7                |                                                       |
| 三宅正治             | フジテレビアナウンサー                       | -                 | -                         | 49                         | 22               |                                                       |
| 森田京之介           | テレビ東京アナウンサー                       | -                 | -                         | 47                         | 21               |                                                       |
| 柳田悠岐             | 福岡ソフトバンクホークス外野手               | -                 | -                         | 50                         | 31               |                                                       |
| 山田哲人             | 東京ヤクルトスワローズ内野手                 | -                 | -                         | 32                         | 12               |                                                       |
| 山本美月             | モデル                                       | 11                | 11                        | 26                         | -                |                                                       |
| 吉川光夫             | 北海道日本ハムファイターズ投手               | -                 | -                         | 14                         | 29               |                                                       |

## Jリーグとの協業
新型コロナウイルスの流行問題を受け、2020年3月に公益社団法人日本プロサッカーリーグ（Jリーグ）と協業で新型コロナウイルス対策連絡会議と専門家チームを設置した。同年3月3日から定期的な連絡会議を開催。2年8か月後の2022年11月28日の第68回連絡会議で定期開催を終了した。